# Phyllanthus niruri
A Phyllanthus niruri egy széles körben elterjedt trópusi növény, amely általában a tengerparti területeken fordul elő. Közismert helyi neveinek magyar fordítása: kőtörőfű; helyi nevei quebra pedra és chance pierre. A Phyllanthaceae család Phyllanthus nemzetségébe tartozik.

## Leírás

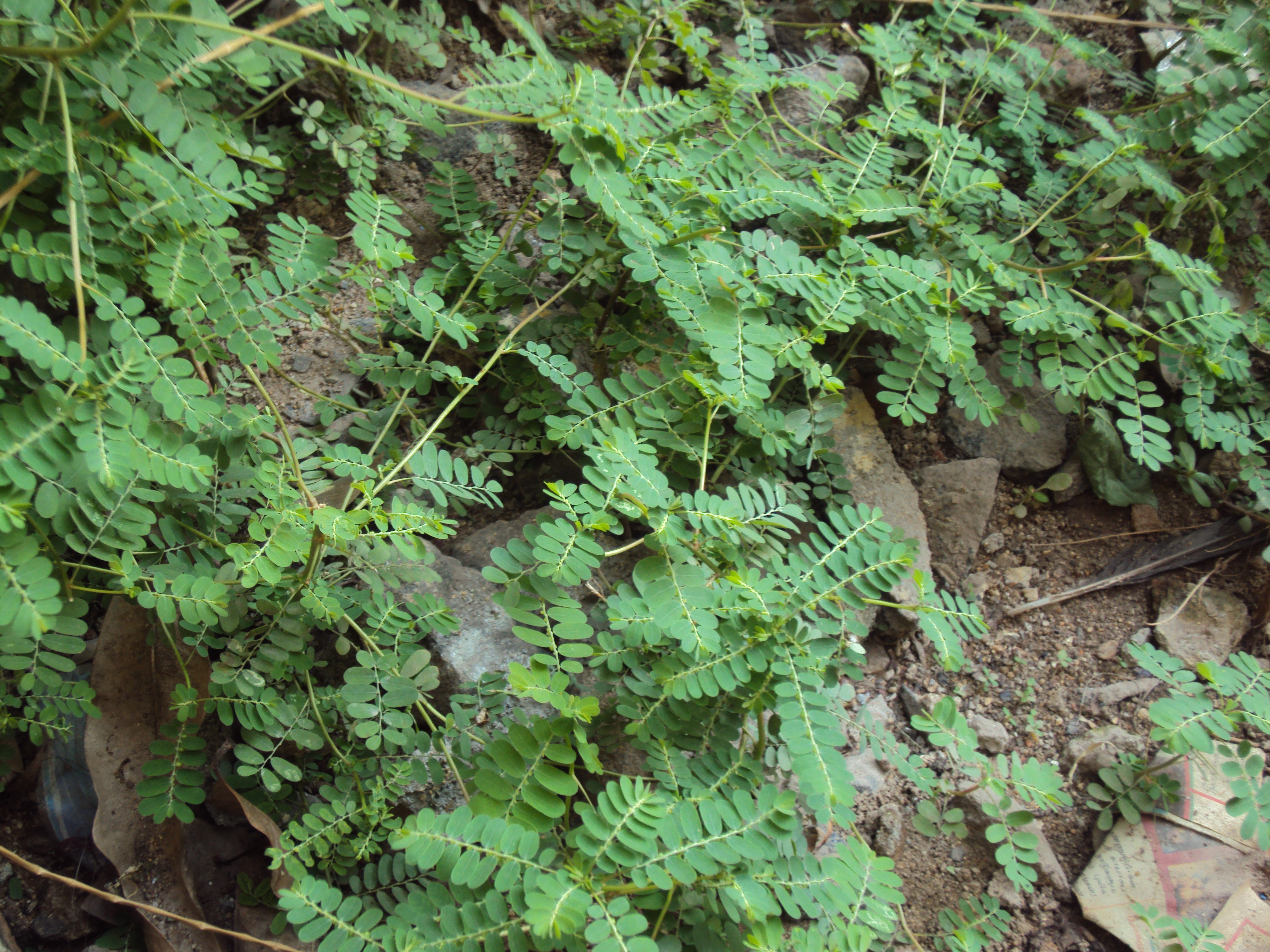
Phyllanthus niruri

50–70 centiméter (20–28 in)re nő, magas és felszálló lágyszárú ágai vannak. A kéreg sima és világoszöld. Számos halványzöld virágot hordoz, amelyeken gyakran piros csík látható. A gyümölcsök apró, sima tokok, belül magokkal.

## Hagyományos és gyógyászati felhasználása

### Vesekövek ellen
A Phyllanthus niruri felhasználásával kapcsolatban a legtöbb adat a vesekő ellenes hatásról szól. A növény „kőtörő” elnevezése is innen ered.
A vesekövek főleg akkor képződnek, ha az oxalát vagy a húgysav szintje túl magas.
Egy 2018-as klinikai vizsgálat során 56 veseköves beteget követtek nyomon, és kimutatták, hogy a növény használata jelentősen hozzájárult a kisméretű (<10 mm-es) vesekövek feloldásához.
A Phyllanthus niruri csökkentette a vizelet oxalát- és húgysavtartalmát. Ezen hatás a megerősítéséhez további kutatásokra van szükség.

### Epekövesség ellen
A hagyományos orvoslásban a Phyllanthus nirurit epekő kezelésére is használják. Úgy tűnik, hogy az epekövekre ugyanúgy hat, mint a vesekövekre. Lúgosító tulajdonságokkal rendelkezik, így segíthet megelőzni és kezelni az epekövességet.
Mindezidáig tudományos kutatás nem erősítette meg a hatékonyságát epekövesség ellen.

### Köszvény ellen
A köszvény akkor alakul ki, amikor a felesleges húgysav összegyűlik az ízületekben fájdalmat okozó kristályok formájában. A Phyllanthus niruri segíthet a húgysavszint csökkentésében és a köszvény megelőzésében.
Állatkísérletekben a Phyllanthus niruri kiegészítők csökkentették a húgysavszintet. A humán vizsgálatok azonban korlátozottak, és nincs bizonyíték arra, hogy a Phyllanthus niruri valóban hatékony az embereknél is.

### Májgyulladás ellen
Egy 2011-es Cochrane-vizsgálat megállapította, hogy „nincs meggyőző bizonyíték arra, hogy a Phyllanthus niruri a placebóval összehasonlítva hatékony a krónikus Hepatitis B fertőzés kezelésében”. 

## Lásd még
- Kőtörőfű (Saxifraga sp.)

## Képtár

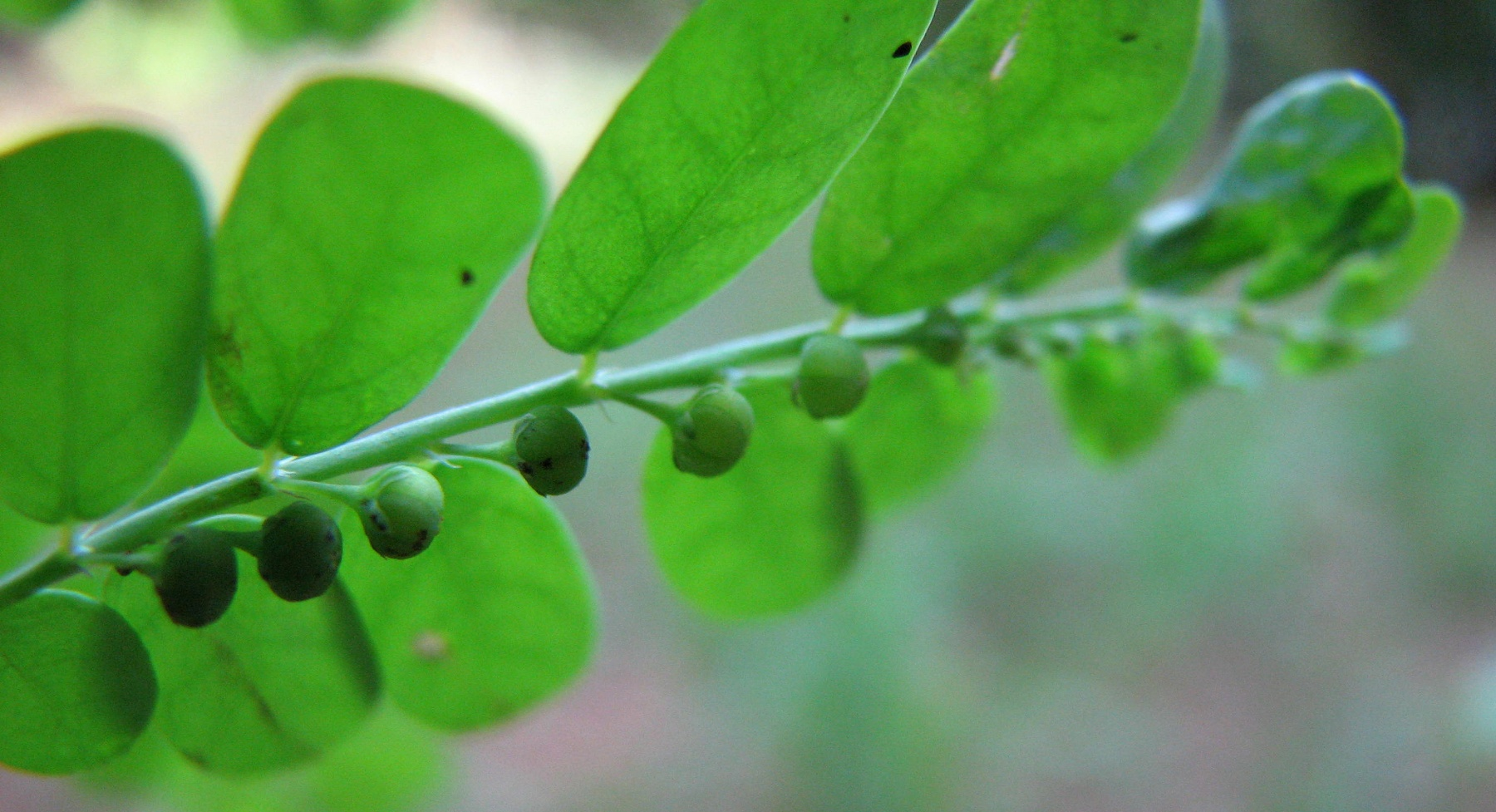
Phyllanthus niruri gyümölcsök
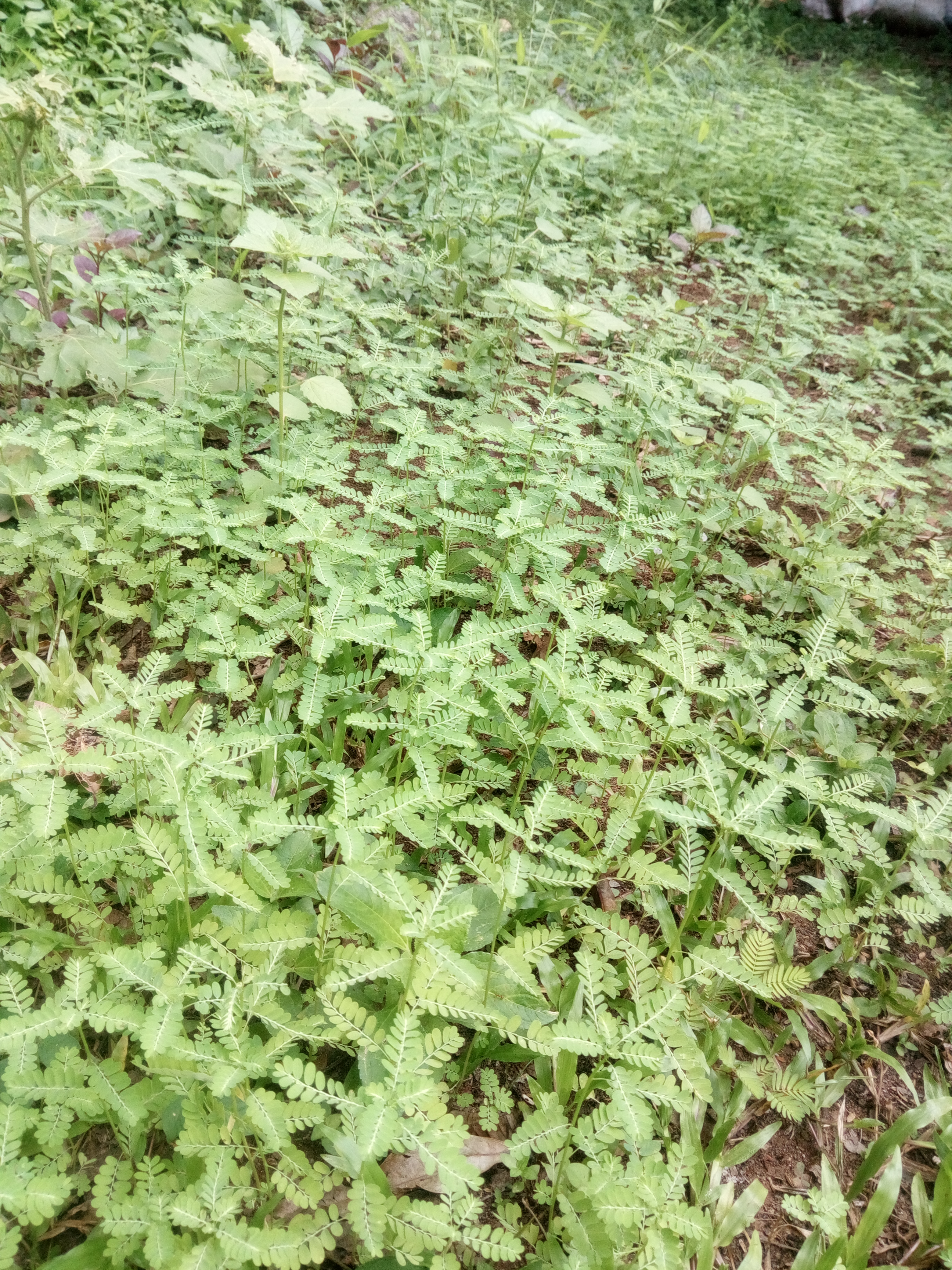
Burjánzó Phyllanthus niruri

## Külső hivatkozások
- Trópusi növények adatbázisa